# Piotr Trzaskalski
Piotr Trzaskalski (ur. 5 lutego 1964 w Łodzi) – polski reżyser filmowy, scenarzysta.

## Życiorys
Ukończył kulturoznawstwo na Uniwersytecie Łódzkim, a następnie wydział reżyserii filmowej i telewizyjnej Szkoły Filmowej w Łodzi. W latach 1992–1993 był stypendystą The Northern School of Film and Television Leeds Metropolitan University w Anglii, w ramach stypendium zrealizował krótki film fabularny Someone. Po studiach pracował jako niezależny twórca, głównie dla telewizji, gdzie realizował programy artystyczne, muzyczne oraz reklamy. Zrealizował kilka przedstawień w Teatrze Telewizji.
Jego pierwszym pełnometrażowym filmem fabularnym był Edi (2002), do którego napisał scenariusz (wraz z kolegą Wojciechem Lepianką). Edi zdobył m.in. 5 nagród na XXVII Festiwalu Polskich Filmów Fabularnych w Gdyni – nagrodę specjalną jury, za najlepszą scenografię (Wojciech Żogała), za najlepsze zdjęcia (Krzysztof Ptak), za najlepszą rolę drugoplanową (Jacek Braciak) oraz nagrodę dziennikarzy – a także liczne nagrody na zagranicznych festiwalach filmowych. Trzaskalski otrzymał za ten film Paszport „Polityki” 2002 (za odważne podjęcie tematu współczesnego oraz wielką moralną wrażliwość). Jego film Mistrz (2005) był prezentowany na 30. Festiwalu Polskich Filmów Fabularnych w Gdyni, gdzie otrzymał nagrodę za najlepszą scenografię (Wojciech Żogała).
Od 2004 Trzaskalski jest członkiem Europejskiej Akademii Filmowej.
2 stycznia 1993 roku urodził mu się syn – Kajetan.

## Filmografia
- 2002: Edi
- 2005: Długopis w Solidarność, Solidarność... (jedna z 13 etiud)
- 2005: Mistrz
- 2012: Mój rower
- 2016: Kaprys losu – 1 odcinek
- 2019 – 2022: Stulecie Winnych – serial fabularny – odcinki: 1-24, 26
- 2022: Na chwilę, na zawsze
- 2022: Matka – serial fabularny – 8 odc.

## Realizacje w Teatrze Telewizji
- 1996: Serce dzwonu Marii Krüger
- 1998: Walizka Anny Onichimowskiej (teatr dla dzieci)
- 1999: Żywot Łazika z Tormesu anonimowego autora
- 2000: Dalej niż na wakacje Anny Onichimowskiej (teatr dla dzieci)
- 2000: Wigilijna opowieść Adama Drabika
- 2008: Nocna porą
- 2009: Wróg ludu Henryka Ibsena

## Najważniejsze nagrody
- 2002: Paszport „Polityki”
- 2002: nagroda specjalna jury i nagroda dziennikarzy za film Edi na XXVII Festiwalu Polskich Filmów Fabularnych w Gdyni
- 2002: główna nagroda w konkursie "Nowe filmy, nowi reżyserzy" na 18. Warszawskim Międzynarodowym Festiwalu Filmowym w Warszawie
- 2003: Złote Grono na XXXIII Lubuskim Lecie Filmowym w Łagowie
- 2003: nagroda Jury Ekumenicznego dla Ediego i nagroda związku krytyków FIPRESCI na 53. Międzynarodowym Festiwalu Filmowym w Berlinie
- 2003: Orzeł – Polska Nagroda Filmowa – Nagroda Publiczności dla filmu Edi